# Salce
Salce és un municipi de la província de Zamora, a la comunitat autònoma de Castella i Lleó. El 2023 tenia 86 habitants.